# Tetragnatha uluhe
Tetragnatha uluhe là một loài nhện trong họ Tetragnathidae.
Loài này thuộc chi Tetragnatha. Tetragnatha uluhe được miêu tả năm 2003 bởi Gillespie.